# Liboi
Liboi é uma cidade do Quênia situada na antiga província Nordeste, no condado de Garissa. De acordo com o censo de 2013, havia 21 122 habitantes. A cidade tem pista de pouso. No início dos anos 90, no contexto da Guerra Civil Somali, abrigou grande campo de refugiados, com o número de refugiados somalis alcançando o pico de 50 mil em 1992.